# Giardomyia tripurensis
Giardomyia tripurensis är en tvåvingeart som beskrevs av Dali Chandra 1989. Giardomyia tripurensis ingår i släktet Giardomyia och familjen gallmyggor. Inga underarter finns listade i Catalogue of Life.